# 1982年のワールドシリーズ
1982年の野球において、メジャーリーグベースボール（MLB）優勝決定戦の第79回ワールドシリーズ（79th World Series）は、10月12日から20日にかけて計7試合が開催された。その結果、セントルイス・カージナルス（ナショナルリーグ）がミルウォーキー・ブルワーズ（アメリカンリーグ）を4勝3敗で下し、15年ぶり9回目の優勝を果たした。
両球団の本拠地都市がいずれもビール醸造の盛んな土地柄であるため、今シリーズはビールという意味の俗語を冠して "サッズ・シリーズ"（Suds Series）とも呼ばれた。第1戦ではブルワーズのポール・モリターが1試合5安打のシリーズ新記録を樹立し、試合もブルワーズが先勝したものの、シリーズは最終第7戦までもつれた末にカージナルスが制した。ブルワーズは1997年シーズン終了後にアメリカンリーグからナショナルリーグへ転籍したため、再転籍がない限り、アメリカンリーグの球団としてシリーズに出場するのは今回が最初で最後となる。シリーズMVPには、第2戦の6回裏に同点の2点二塁打を放つなど、7試合で打率.286・1本塁打・5打点・OPS.775という成績を残したカージナルスのダレル・ポーターが選出された。
ワールドシリーズでは1976年から指名打者（DH）制度が導入され、1985年までの10年間は、偶数年は全試合で採用、奇数年は全試合で不採用とされていた。したがって今シリーズでは、DH制が全試合で採用されている。

## 試合結果
1982年のワールドシリーズは10月12日に開幕し、途中に移動日を挟んで9日間で7試合が行われた。日程・結果は以下の通り。
| 日付                                                       | 試合  | ビジター球団（先攻）       | スコア | ホーム球団（後攻）         | 開催球場                                | 開催球場                                                      |
| ---------------------------------------------------------- | ----- | -------------------------- | ------ | -------------------------- | --------------------------------------- | ------------------------------------------------------------- |
| 10月12日（火）                                             | 第1戦 | ミルウォーキー・ブルワーズ | 10－0  | セントルイス・カージナルス | ブッシュ・スタジアム                    | ブッシュ・スタジアムミルウォーキー・ · カウンティ・スタジアム |
| 10月13日（水）                                             | 第2戦 | ミルウォーキー・ブルワーズ | 4－5   | セントルイス・カージナルス | ブッシュ・スタジアム                    | ブッシュ・スタジアムミルウォーキー・ · カウンティ・スタジアム |
| 10月14日（木）                                             |       | 移動日                     | 移動日 | 移動日                     |                                         | ブッシュ・スタジアムミルウォーキー・ · カウンティ・スタジアム |
| 10月15日（金）                                             | 第3戦 | セントルイス・カージナルス | 6－2   | ミルウォーキー・ブルワーズ | ミルウォーキー・ カウンティ・スタジアム | ブッシュ・スタジアムミルウォーキー・ · カウンティ・スタジアム |
| 10月16日（土）                                             | 第4戦 | セントルイス・カージナルス | 5－7   | ミルウォーキー・ブルワーズ | ミルウォーキー・ カウンティ・スタジアム | ブッシュ・スタジアムミルウォーキー・ · カウンティ・スタジアム |
| 10月17日（日）                                             | 第5戦 | セントルイス・カージナルス | 4－6   | ミルウォーキー・ブルワーズ | ミルウォーキー・ カウンティ・スタジアム | ブッシュ・スタジアムミルウォーキー・ · カウンティ・スタジアム |
| 10月18日（月）                                             |       | 移動日                     | 移動日 | 移動日                     |                                         | ブッシュ・スタジアムミルウォーキー・ · カウンティ・スタジアム |
| 10月19日（火）                                             | 第6戦 | ミルウォーキー・ブルワーズ | 1－13  | セントルイス・カージナルス | ブッシュ・スタジアム                    | ブッシュ・スタジアムミルウォーキー・ · カウンティ・スタジアム |
| 10月20日（水）                                             | 第7戦 | ミルウォーキー・ブルワーズ | 3－6   | セントルイス・カージナルス | ブッシュ・スタジアム                    | ブッシュ・スタジアムミルウォーキー・ · カウンティ・スタジアム |
| 優勝：セントルイス・カージナルス（4勝3敗 / 15年ぶり9度目） |       |                            |        |                            |                                         | ブッシュ・スタジアムミルウォーキー・ · カウンティ・スタジアム |

### 第1戦 10月12日
- ブッシュ・スタジアム（ミズーリ州セントルイス）

|                            | 1 | 2 | 3 | 4 | 5 | 6 | 7 | 8 | 9 | R  | H  | E |
| -------------------------- | - | - | - | - | - | - | - | - | - | -- | -- | - |
| ミルウォーキー・ブルワーズ | 2 | 0 | 0 | 1 | 1 | 2 | 0 | 0 | 4 | 10 | 17 | 0 |
| セントルイス・カージナルス | 0 | 0 | 0 | 0 | 0 | 0 | 0 | 0 | 0 | 0  | 3  | 1 |

1. 勝利：マイク・コールドウェル（1勝）
2. 敗戦：ボブ・フォーシュ（1敗）
3. 本塁打
MIL：テッド・シモンズ1号ソロ
4. 審判
［球審］リー・ウェイヤー（NL）
［塁審］一塁: ビル・ハラー（AL）、二塁: ジョン・キブラー（NL）、三塁: デーブ・フィリップス（AL）
［外審］左翼: サッチ・デビッドソン（NL）、右翼: ジム・エバンス（AL）
5. 夜間試合  試合時間: 2時間30分  観客: 5万3723人
詳細: Baseball-Reference.com

| ミルウォーキー・ブルワーズ | ミルウォーキー・ブルワーズ | ミルウォーキー・ブルワーズ | ミルウォーキー・ブルワーズ | ミルウォーキー・ブルワーズ                                                                                             | セントルイス・カージナルス | セントルイス・カージナルス | セントルイス・カージナルス | セントルイス・カージナルス | セントルイス・カージナルス                                                                                                 |
| -------------------------- | -------------------------- | -------------------------- | -------------------------- | --- | -------------------------- | -------------------------- | -------------------------- | -------------------------- | --- |
| 打順                       | 守備                       | 選手                       | 打席                       | M・コールドウェルT・シモンズC・クーパーJ・ガントナーP・モリターR・ヨーントB・オグリビーG・トーマスC・ムーアR・ハウエル | 打順                       | 守備                       | 選手                       | 打席                       | B・フォーシュD・ポーターK・ヘルナン · デスT・ハーK・オバーク · フェルO・スミスL・スミスD・グリーンG・ヘンドリックG・テナス |
| 1                          | 三                         | P・モリター                | 右                         | M・コールドウェルT・シモンズC・クーパーJ・ガントナーP・モリターR・ヨーントB・オグリビーG・トーマスC・ムーアR・ハウエル | 1                          | 二                         | T・ハー                    | 両                         | B・フォーシュD・ポーターK・ヘルナン · デスT・ハーK・オバーク · フェルO・スミスL・スミスD・グリーンG・ヘンドリックG・テナス |
| 2                          | 遊                         | R・ヨーント                | 右                         | M・コールドウェルT・シモンズC・クーパーJ・ガントナーP・モリターR・ヨーントB・オグリビーG・トーマスC・ムーアR・ハウエル | 2                          | 左                         | L・スミス                  | 右                         | B・フォーシュD・ポーターK・ヘルナン · デスT・ハーK・オバーク · フェルO・スミスL・スミスD・グリーンG・ヘンドリックG・テナス |
| 3                          | 一                         | C・クーパー                | 左                         | M・コールドウェルT・シモンズC・クーパーJ・ガントナーP・モリターR・ヨーントB・オグリビーG・トーマスC・ムーアR・ハウエル | 3                          | 一                         | K・ヘルナンデス            | 左                         | B・フォーシュD・ポーターK・ヘルナン · デスT・ハーK・オバーク · フェルO・スミスL・スミスD・グリーンG・ヘンドリックG・テナス |
| 4                          | 捕                         | T・シモンズ                | 両                         | M・コールドウェルT・シモンズC・クーパーJ・ガントナーP・モリターR・ヨーントB・オグリビーG・トーマスC・ムーアR・ハウエル | 4                          | 右                         | G・ヘンドリック            | 右                         | B・フォーシュD・ポーターK・ヘルナン · デスT・ハーK・オバーク · フェルO・スミスL・スミスD・グリーンG・ヘンドリックG・テナス |
| 5                          | 左                         | B・オグリビー              | 左                         | M・コールドウェルT・シモンズC・クーパーJ・ガントナーP・モリターR・ヨーントB・オグリビーG・トーマスC・ムーアR・ハウエル | 5                          | DH                         | G・テナス                  | 右                         | B・フォーシュD・ポーターK・ヘルナン · デスT・ハーK・オバーク · フェルO・スミスL・スミスD・グリーンG・ヘンドリックG・テナス |
| 6                          | 中                         | G・トーマス                | 右                         | M・コールドウェルT・シモンズC・クーパーJ・ガントナーP・モリターR・ヨーントB・オグリビーG・トーマスC・ムーアR・ハウエル | 6                          | 捕                         | D・ポーター                | 左                         | B・フォーシュD・ポーターK・ヘルナン · デスT・ハーK・オバーク · フェルO・スミスL・スミスD・グリーンG・ヘンドリックG・テナス |
| 7                          | DH                         | R・ハウエル                | 左                         | M・コールドウェルT・シモンズC・クーパーJ・ガントナーP・モリターR・ヨーントB・オグリビーG・トーマスC・ムーアR・ハウエル | 7                          | 中                         | D・グリーン                | 右                         | B・フォーシュD・ポーターK・ヘルナン · デスT・ハーK・オバーク · フェルO・スミスL・スミスD・グリーンG・ヘンドリックG・テナス |
| 8                          | 右                         | C・ムーア                  | 右                         | M・コールドウェルT・シモンズC・クーパーJ・ガントナーP・モリターR・ヨーントB・オグリビーG・トーマスC・ムーアR・ハウエル | 8                          | 三                         | K・オバークフェル          | 左                         | B・フォーシュD・ポーターK・ヘルナン · デスT・ハーK・オバーク · フェルO・スミスL・スミスD・グリーンG・ヘンドリックG・テナス |
| 9                          | 二                         | J・ガントナー              | 左                         | M・コールドウェルT・シモンズC・クーパーJ・ガントナーP・モリターR・ヨーントB・オグリビーG・トーマスC・ムーアR・ハウエル | 9                          | 遊                         | O・スミス                  | 両                         | B・フォーシュD・ポーターK・ヘルナン · デスT・ハーK・オバーク · フェルO・スミスL・スミスD・グリーンG・ヘンドリックG・テナス |
| 先発投手                   | 先発投手                   | 先発投手                   | 投球                       | M・コールドウェルT・シモンズC・クーパーJ・ガントナーP・モリターR・ヨーントB・オグリビーG・トーマスC・ムーアR・ハウエル | 先発投手                   | 先発投手                   | 先発投手                   | 投球                       | B・フォーシュD・ポーターK・ヘルナン · デスT・ハーK・オバーク · フェルO・スミスL・スミスD・グリーンG・ヘンドリックG・テナス |
| M・コールドウェル          | M・コールドウェル          | M・コールドウェル          | 左                         | M・コールドウェルT・シモンズC・クーパーJ・ガントナーP・モリターR・ヨーントB・オグリビーG・トーマスC・ムーアR・ハウエル | B・フォーシュ              | B・フォーシュ              | B・フォーシュ              | 右                         | B・フォーシュD・ポーターK・ヘルナン · デスT・ハーK・オバーク · フェルO・スミスL・スミスD・グリーンG・ヘンドリックG・テナス |

### 第2戦 10月13日
- ブッシュ・スタジアム（ミズーリ州セントルイス）

|                            | 1 | 2 | 3 | 4 | 5 | 6 | 7 | 8 | 9 | R | H  | E |
| -------------------------- | - | - | - | - | - | - | - | - | - | - | -- | - |
| ミルウォーキー・ブルワーズ | 0 | 1 | 2 | 0 | 1 | 0 | 0 | 0 | 4 | 4 | 10 | 1 |
| セントルイス・カージナルス | 0 | 0 | 2 | 0 | 0 | 2 | 0 | 1 | X | 5 | 8  | 0 |

1. 勝利：ブルース・スーター（1勝）
2. 敗戦：ボブ・マクルーア（1敗）
3. 本塁打
MIL：テッド・シモンズ2号ソロ
4. 審判
［球審］ビル・ハラー（AL）
［塁審］一塁: ジョン・キブラー（NL）、二塁: デーブ・フィリップス（AL）、三塁: サッチ・デビッドソン（NL）
［外審］左翼: ジム・エバンス（AL）、右翼: リー・ウェイヤー（NL）
5. 夜間試合  試合時間: 2時間54分  観客: 5万3723人
詳細: Baseball-Reference.com

| ミルウォーキー・ブルワーズ | ミルウォーキー・ブルワーズ | ミルウォーキー・ブルワーズ | ミルウォーキー・ブルワーズ | ミルウォーキー・ブルワーズ                                                                                       | セントルイス・カージナルス | セントルイス・カージナルス | セントルイス・カージナルス | セントルイス・カージナルス | セントルイス・カージナルス                                                                                                 |
| -------------------------- | -------------------------- | -------------------------- | -------------------------- | --- | -------------------------- | -------------------------- | -------------------------- | -------------------------- | --- |
| 打順                       | 守備                       | 選手                       | 打席                       | D・サットンT・シモンズC・クーパーJ・ガントナーP・モリターR・ヨーントB・オグリビーG・トーマスC・ムーアR・ハウエル | 打順                       | 守備                       | 選手                       | 打席                       | J・ステューパーD・ポーターK・ヘルナン · デスT・ハーK・オバーク · フェルO・スミスL・スミスW・マギーG・ヘンドリックD・オージ |
| 1                          | 三                         | P・モリター                | 右                         | D・サットンT・シモンズC・クーパーJ・ガントナーP・モリターR・ヨーントB・オグリビーG・トーマスC・ムーアR・ハウエル | 1                          | 二                         | T・ハー                    | 両                         | J・ステューパーD・ポーターK・ヘルナン · デスT・ハーK・オバーク · フェルO・スミスL・スミスW・マギーG・ヘンドリックD・オージ |
| 2                          | 遊                         | R・ヨーント                | 右                         | D・サットンT・シモンズC・クーパーJ・ガントナーP・モリターR・ヨーントB・オグリビーG・トーマスC・ムーアR・ハウエル | 2                          | 三                         | K・オバークフェル          | 左                         | J・ステューパーD・ポーターK・ヘルナン · デスT・ハーK・オバーク · フェルO・スミスL・スミスW・マギーG・ヘンドリックD・オージ |
| 3                          | 一                         | C・クーパー                | 左                         | D・サットンT・シモンズC・クーパーJ・ガントナーP・モリターR・ヨーントB・オグリビーG・トーマスC・ムーアR・ハウエル | 3                          | 一                         | K・ヘルナンデス            | 左                         | J・ステューパーD・ポーターK・ヘルナン · デスT・ハーK・オバーク · フェルO・スミスL・スミスW・マギーG・ヘンドリックD・オージ |
| 4                          | 捕                         | T・シモンズ                | 両                         | D・サットンT・シモンズC・クーパーJ・ガントナーP・モリターR・ヨーントB・オグリビーG・トーマスC・ムーアR・ハウエル | 4                          | 右                         | G・ヘンドリック            | 右                         | J・ステューパーD・ポーターK・ヘルナン · デスT・ハーK・オバーク · フェルO・スミスL・スミスW・マギーG・ヘンドリックD・オージ |
| 5                          | 左                         | B・オグリビー              | 左                         | D・サットンT・シモンズC・クーパーJ・ガントナーP・モリターR・ヨーントB・オグリビーG・トーマスC・ムーアR・ハウエル | 5                          | 捕                         | D・ポーター                | 左                         | J・ステューパーD・ポーターK・ヘルナン · デスT・ハーK・オバーク · フェルO・スミスL・スミスW・マギーG・ヘンドリックD・オージ |
| 6                          | 中                         | G・トーマス                | 右                         | D・サットンT・シモンズC・クーパーJ・ガントナーP・モリターR・ヨーントB・オグリビーG・トーマスC・ムーアR・ハウエル | 6                          | 左                         | L・スミス                  | 右                         | J・ステューパーD・ポーターK・ヘルナン · デスT・ハーK・オバーク · フェルO・スミスL・スミスW・マギーG・ヘンドリックD・オージ |
| 7                          | DH                         | R・ハウエル                | 左                         | D・サットンT・シモンズC・クーパーJ・ガントナーP・モリターR・ヨーントB・オグリビーG・トーマスC・ムーアR・ハウエル | 7                          | DH                         | D・オージ                  | 左                         | J・ステューパーD・ポーターK・ヘルナン · デスT・ハーK・オバーク · フェルO・スミスL・スミスW・マギーG・ヘンドリックD・オージ |
| 8                          | 右                         | C・ムーア                  | 右                         | D・サットンT・シモンズC・クーパーJ・ガントナーP・モリターR・ヨーントB・オグリビーG・トーマスC・ムーアR・ハウエル | 8                          | 中                         | W・マギー                  | 両                         | J・ステューパーD・ポーターK・ヘルナン · デスT・ハーK・オバーク · フェルO・スミスL・スミスW・マギーG・ヘンドリックD・オージ |
| 9                          | 二                         | J・ガントナー              | 左                         | D・サットンT・シモンズC・クーパーJ・ガントナーP・モリターR・ヨーントB・オグリビーG・トーマスC・ムーアR・ハウエル | 9                          | 遊                         | O・スミス                  | 両                         | J・ステューパーD・ポーターK・ヘルナン · デスT・ハーK・オバーク · フェルO・スミスL・スミスW・マギーG・ヘンドリックD・オージ |
| 先発投手                   | 先発投手                   | 先発投手                   | 投球                       | D・サットンT・シモンズC・クーパーJ・ガントナーP・モリターR・ヨーントB・オグリビーG・トーマスC・ムーアR・ハウエル | 先発投手                   | 先発投手                   | 先発投手                   | 投球                       | J・ステューパーD・ポーターK・ヘルナン · デスT・ハーK・オバーク · フェルO・スミスL・スミスW・マギーG・ヘンドリックD・オージ |
| D・サットン                | D・サットン                | D・サットン                | 右                         | D・サットンT・シモンズC・クーパーJ・ガントナーP・モリターR・ヨーントB・オグリビーG・トーマスC・ムーアR・ハウエル | J・ステューパー            | J・ステューパー            | J・ステューパー            | 右                         | J・ステューパーD・ポーターK・ヘルナン · デスT・ハーK・オバーク · フェルO・スミスL・スミスW・マギーG・ヘンドリックD・オージ |

### 第3戦 10月15日
- ミルウォーキー・カウンティ・スタジアム（ウィスコンシン州ミルウォーキー）

|                            | 1 | 2 | 3 | 4 | 5 | 6 | 7 | 8 | 9 | R | H | E |
| -------------------------- | - | - | - | - | - | - | - | - | - | - | - | - |
| セントルイス・カージナルス | 0 | 0 | 0 | 0 | 3 | 0 | 2 | 0 | 1 | 6 | 6 | 1 |
| ミルウォーキー・ブルワーズ | 0 | 0 | 0 | 0 | 0 | 0 | 0 | 2 | 0 | 2 | 5 | 3 |

1. 勝利：ウォーキーン・アンドゥハー（1勝）
2. セーブ：ブルース・スーター（1勝1S）
3. 敗戦：ピート・ブコビッチ（1敗）
4. 本塁打
STL：ウィリー・マギー1号3ラン・2号ソロ
MIL：セシル・クーパー1号2ラン
5. 審判
［球審］ジョン・キブラー（NL）
［塁審］一塁: デーブ・フィリップス（AL）、二塁: サッチ・デビッドソン（NL）、三塁: ジム・エバンス（AL）
［外審］左翼: リー・ウェイヤー（NL）、右翼: ビル・ハラー（AL）
6. 夜間試合  試合時間: 2時間53分  観客: 5万6556人
詳細: Baseball-Reference.com

| セントルイス・カージナルス | セントルイス・カージナルス | セントルイス・カージナルス | セントルイス・カージナルス | セントルイス・カージナルス                                                                                                 | ミルウォーキー・ブルワーズ | ミルウォーキー・ブルワーズ | ミルウォーキー・ブルワーズ | ミルウォーキー・ブルワーズ | ミルウォーキー・ブルワーズ                                                                                         |
| -------------------------- | -------------------------- | -------------------------- | -------------------------- | --- | -------------------------- | -------------------------- | -------------------------- | -------------------------- | --- |
| 打順                       | 守備                       | 選手                       | 打席                       | J・アンドゥハーD・ポーターK・ヘルナン · デスT・ハーK・オバーク · フェルO・スミスL・スミスW・マギーG・ヘンドリックD・オージ | 打順                       | 守備                       | 選手                       | 打席                       | P・ブコビッチT・シモンズC・クーパーJ・ガントナーP・モリターR・ヨーントB・オグリビーG・トーマスC・ムーアR・ハウエル |
| 1                          | 二                         | T・ハー                    | 両                         | J・アンドゥハーD・ポーターK・ヘルナン · デスT・ハーK・オバーク · フェルO・スミスL・スミスW・マギーG・ヘンドリックD・オージ | 1                          | 三                         | P・モリター                | 右                         | P・ブコビッチT・シモンズC・クーパーJ・ガントナーP・モリターR・ヨーントB・オグリビーG・トーマスC・ムーアR・ハウエル |
| 2                          | 三                         | K・オバークフェル          | 左                         | J・アンドゥハーD・ポーターK・ヘルナン · デスT・ハーK・オバーク · フェルO・スミスL・スミスW・マギーG・ヘンドリックD・オージ | 2                          | 遊                         | R・ヨーント                | 右                         | P・ブコビッチT・シモンズC・クーパーJ・ガントナーP・モリターR・ヨーントB・オグリビーG・トーマスC・ムーアR・ハウエル |
| 3                          | 一                         | K・ヘルナンデス            | 左                         | J・アンドゥハーD・ポーターK・ヘルナン · デスT・ハーK・オバーク · フェルO・スミスL・スミスW・マギーG・ヘンドリックD・オージ | 3                          | 一                         | C・クーパー                | 左                         | P・ブコビッチT・シモンズC・クーパーJ・ガントナーP・モリターR・ヨーントB・オグリビーG・トーマスC・ムーアR・ハウエル |
| 4                          | 右                         | G・ヘンドリック            | 右                         | J・アンドゥハーD・ポーターK・ヘルナン · デスT・ハーK・オバーク · フェルO・スミスL・スミスW・マギーG・ヘンドリックD・オージ | 4                          | 捕                         | T・シモンズ                | 両                         | P・ブコビッチT・シモンズC・クーパーJ・ガントナーP・モリターR・ヨーントB・オグリビーG・トーマスC・ムーアR・ハウエル |
| 5                          | 捕                         | D・ポーター                | 左                         | J・アンドゥハーD・ポーターK・ヘルナン · デスT・ハーK・オバーク · フェルO・スミスL・スミスW・マギーG・ヘンドリックD・オージ | 5                          | 左                         | B・オグリビー              | 左                         | P・ブコビッチT・シモンズC・クーパーJ・ガントナーP・モリターR・ヨーントB・オグリビーG・トーマスC・ムーアR・ハウエル |
| 6                          | 左                         | L・スミス                  | 右                         | J・アンドゥハーD・ポーターK・ヘルナン · デスT・ハーK・オバーク · フェルO・スミスL・スミスW・マギーG・ヘンドリックD・オージ | 6                          | 中                         | G・トーマス                | 右                         | P・ブコビッチT・シモンズC・クーパーJ・ガントナーP・モリターR・ヨーントB・オグリビーG・トーマスC・ムーアR・ハウエル |
| 7                          | DH                         | D・オージ                  | 左                         | J・アンドゥハーD・ポーターK・ヘルナン · デスT・ハーK・オバーク · フェルO・スミスL・スミスW・マギーG・ヘンドリックD・オージ | 7                          | DH                         | R・ハウエル                | 左                         | P・ブコビッチT・シモンズC・クーパーJ・ガントナーP・モリターR・ヨーントB・オグリビーG・トーマスC・ムーアR・ハウエル |
| 8                          | 中                         | W・マギー                  | 両                         | J・アンドゥハーD・ポーターK・ヘルナン · デスT・ハーK・オバーク · フェルO・スミスL・スミスW・マギーG・ヘンドリックD・オージ | 8                          | 右                         | C・ムーア                  | 右                         | P・ブコビッチT・シモンズC・クーパーJ・ガントナーP・モリターR・ヨーントB・オグリビーG・トーマスC・ムーアR・ハウエル |
| 9                          | 遊                         | O・スミス                  | 両                         | J・アンドゥハーD・ポーターK・ヘルナン · デスT・ハーK・オバーク · フェルO・スミスL・スミスW・マギーG・ヘンドリックD・オージ | 9                          | 二                         | J・ガントナー              | 左                         | P・ブコビッチT・シモンズC・クーパーJ・ガントナーP・モリターR・ヨーントB・オグリビーG・トーマスC・ムーアR・ハウエル |
| 先発投手                   | 先発投手                   | 先発投手                   | 投球                       | J・アンドゥハーD・ポーターK・ヘルナン · デスT・ハーK・オバーク · フェルO・スミスL・スミスW・マギーG・ヘンドリックD・オージ | 先発投手                   | 先発投手                   | 先発投手                   | 投球                       | P・ブコビッチT・シモンズC・クーパーJ・ガントナーP・モリターR・ヨーントB・オグリビーG・トーマスC・ムーアR・ハウエル |
| J・アンドゥハー            | J・アンドゥハー            | J・アンドゥハー            | 右                         | J・アンドゥハーD・ポーターK・ヘルナン · デスT・ハーK・オバーク · フェルO・スミスL・スミスW・マギーG・ヘンドリックD・オージ | P・ブコビッチ              | P・ブコビッチ              | P・ブコビッチ              | 右                         | P・ブコビッチT・シモンズC・クーパーJ・ガントナーP・モリターR・ヨーントB・オグリビーG・トーマスC・ムーアR・ハウエル |

### 第4戦 10月16日
- ミルウォーキー・カウンティ・スタジアム（ウィスコンシン州ミルウォーキー）

|                            | 1 | 2 | 3 | 4 | 5 | 6 | 7 | 8 | 9 | R | H  | E |
| -------------------------- | - | - | - | - | - | - | - | - | - | - | -- | - |
| セントルイス・カージナルス | 1 | 3 | 0 | 0 | 0 | 1 | 0 | 0 | 0 | 5 | 8  | 1 |
| ミルウォーキー・ブルワーズ | 0 | 0 | 0 | 0 | 1 | 0 | 6 | 0 | X | 7 | 10 | 2 |

1. 勝利：ジム・スレイトン（1勝）
2. セーブ：ボブ・マクルーア（1敗1S）
3. 敗戦：ダグ・ベアー（1敗）
4. 審判
［球審］デーブ・フィリップス（AL）
［塁審］一塁: サッチ・デビッドソン（NL）、二塁: ジム・エバンス（AL）、三塁: リー・ウェイヤー（NL）
［外審］左翼: ビル・ハラー（AL）、右翼: ジョン・キブラー（NL）
5. 昼間試合  試合時間: 3時間4分  観客: 5万6560人  気温: 47°F（8.3°C）
詳細: Baseball-Reference.com

| セントルイス・カージナルス | セントルイス・カージナルス | セントルイス・カージナルス | セントルイス・カージナルス | セントルイス・カージナルス                                                                                               | ミルウォーキー・ブルワーズ | ミルウォーキー・ブルワーズ | ミルウォーキー・ブルワーズ | ミルウォーキー・ブルワーズ | ミルウォーキー・ブルワーズ                                                                                   |
| -------------------------- | -------------------------- | -------------------------- | -------------------------- | --- | -------------------------- | -------------------------- | -------------------------- | -------------------------- | --- |
| 打順                       | 守備                       | 選手                       | 打席                       | D・ラポイントD・ポーターK・ヘルナン · デスT・ハーK・オバーク · フェルO・スミスL・スミスW・マギーG・ヘンドリックD・オージ | 打順                       | 守備                       | 選手                       | 打席                       | M・ハースT・シモンズC・クーパーJ・ガントナーP・モリターR・ヨーントB・オグリビーG・トーマスC・ムーアD・マネー |
| 1                          | 二                         | T・ハー                    | 両                         | D・ラポイントD・ポーターK・ヘルナン · デスT・ハーK・オバーク · フェルO・スミスL・スミスW・マギーG・ヘンドリックD・オージ | 1                          | 三                         | P・モリター                | 右                         | M・ハースT・シモンズC・クーパーJ・ガントナーP・モリターR・ヨーントB・オグリビーG・トーマスC・ムーアD・マネー |
| 2                          | 三                         | K・オバークフェル          | 左                         | D・ラポイントD・ポーターK・ヘルナン · デスT・ハーK・オバーク · フェルO・スミスL・スミスW・マギーG・ヘンドリックD・オージ | 2                          | 遊                         | R・ヨーント                | 右                         | M・ハースT・シモンズC・クーパーJ・ガントナーP・モリターR・ヨーントB・オグリビーG・トーマスC・ムーアD・マネー |
| 3                          | 一                         | K・ヘルナンデス            | 左                         | D・ラポイントD・ポーターK・ヘルナン · デスT・ハーK・オバーク · フェルO・スミスL・スミスW・マギーG・ヘンドリックD・オージ | 3                          | 一                         | C・クーパー                | 左                         | M・ハースT・シモンズC・クーパーJ・ガントナーP・モリターR・ヨーントB・オグリビーG・トーマスC・ムーアD・マネー |
| 4                          | 右                         | G・ヘンドリック            | 右                         | D・ラポイントD・ポーターK・ヘルナン · デスT・ハーK・オバーク · フェルO・スミスL・スミスW・マギーG・ヘンドリックD・オージ | 4                          | 捕                         | T・シモンズ                | 両                         | M・ハースT・シモンズC・クーパーJ・ガントナーP・モリターR・ヨーントB・オグリビーG・トーマスC・ムーアD・マネー |
| 5                          | 捕                         | D・ポーター                | 左                         | D・ラポイントD・ポーターK・ヘルナン · デスT・ハーK・オバーク · フェルO・スミスL・スミスW・マギーG・ヘンドリックD・オージ | 5                          | 中                         | G・トーマス                | 右                         | M・ハースT・シモンズC・クーパーJ・ガントナーP・モリターR・ヨーントB・オグリビーG・トーマスC・ムーアD・マネー |
| 6                          | 左                         | L・スミス                  | 右                         | D・ラポイントD・ポーターK・ヘルナン · デスT・ハーK・オバーク · フェルO・スミスL・スミスW・マギーG・ヘンドリックD・オージ | 6                          | 左                         | B・オグリビー              | 左                         | M・ハースT・シモンズC・クーパーJ・ガントナーP・モリターR・ヨーントB・オグリビーG・トーマスC・ムーアD・マネー |
| 7                          | DH                         | D・オージ                  | 左                         | D・ラポイントD・ポーターK・ヘルナン · デスT・ハーK・オバーク · フェルO・スミスL・スミスW・マギーG・ヘンドリックD・オージ | 7                          | DH                         | D・マネー                  | 右                         | M・ハースT・シモンズC・クーパーJ・ガントナーP・モリターR・ヨーントB・オグリビーG・トーマスC・ムーアD・マネー |
| 8                          | 中                         | W・マギー                  | 両                         | D・ラポイントD・ポーターK・ヘルナン · デスT・ハーK・オバーク · フェルO・スミスL・スミスW・マギーG・ヘンドリックD・オージ | 8                          | 右                         | C・ムーア                  | 右                         | M・ハースT・シモンズC・クーパーJ・ガントナーP・モリターR・ヨーントB・オグリビーG・トーマスC・ムーアD・マネー |
| 9                          | 遊                         | O・スミス                  | 両                         | D・ラポイントD・ポーターK・ヘルナン · デスT・ハーK・オバーク · フェルO・スミスL・スミスW・マギーG・ヘンドリックD・オージ | 9                          | 二                         | J・ガントナー              | 左                         | M・ハースT・シモンズC・クーパーJ・ガントナーP・モリターR・ヨーントB・オグリビーG・トーマスC・ムーアD・マネー |
| 先発投手                   | 先発投手                   | 先発投手                   | 投球                       | D・ラポイントD・ポーターK・ヘルナン · デスT・ハーK・オバーク · フェルO・スミスL・スミスW・マギーG・ヘンドリックD・オージ | 先発投手                   | 先発投手                   | 先発投手                   | 投球                       | M・ハースT・シモンズC・クーパーJ・ガントナーP・モリターR・ヨーントB・オグリビーG・トーマスC・ムーアD・マネー |
| D・ラポイント              | D・ラポイント              | D・ラポイント              | 左                         | D・ラポイントD・ポーターK・ヘルナン · デスT・ハーK・オバーク · フェルO・スミスL・スミスW・マギーG・ヘンドリックD・オージ | M・ハース                  | M・ハース                  | M・ハース                  | 右                         | M・ハースT・シモンズC・クーパーJ・ガントナーP・モリターR・ヨーントB・オグリビーG・トーマスC・ムーアD・マネー |

### 第5戦 10月17日
- ミルウォーキー・カウンティ・スタジアム（ウィスコンシン州ミルウォーキー）

|                            | 1 | 2 | 3 | 4 | 5 | 6 | 7 | 8 | 9 | R | H  | E |
| -------------------------- | - | - | - | - | - | - | - | - | - | - | -- | - |
| セントルイス・カージナルス | 0 | 0 | 1 | 0 | 0 | 0 | 1 | 0 | 2 | 4 | 15 | 2 |
| ミルウォーキー・ブルワーズ | 1 | 0 | 1 | 0 | 1 | 0 | 1 | 2 | X | 6 | 11 | 2 |

1. 勝利：マイク・コールドウェル（2勝）
2. セーブ：ボブ・マクルーア（1敗2S）
3. 敗戦：ボブ・フォーシュ（2敗）
4. 本塁打
MIL：ロビン・ヨーント1号ソロ
5. 審判
［球審］サッチ・デビッドソン（NL）
［塁審］一塁: ジム・エバンス（AL）、二塁: リー・ウェイヤー（NL）、三塁: ビル・ハラー（AL）
［外審］左翼: ジョン・キブラー（NL）、右翼: デーブ・フィリップス（AL）
6. 昼間試合  試合時間: 3時間2分  観客: 5万6562人
詳細: Baseball-Reference.com

| セントルイス・カージナルス | セントルイス・カージナルス | セントルイス・カージナルス | セントルイス・カージナルス | セントルイス・カージナルス                                                                                                 | ミルウォーキー・ブルワーズ | ミルウォーキー・ブルワーズ | ミルウォーキー・ブルワーズ | ミルウォーキー・ブルワーズ | ミルウォーキー・ブルワーズ                                                                                           |
| -------------------------- | -------------------------- | -------------------------- | -------------------------- | --- | -------------------------- | -------------------------- | -------------------------- | -------------------------- | --- |
| 打順                       | 守備                       | 選手                       | 打席                       | B・フォーシュD・ポーターK・ヘルナン · デスT・ハーK・オバーク · フェルO・スミスD・グリーンW・マギーG・ヘンドリックL・スミス | 打順                       | 守備                       | 選手                       | 打席                       | M・コールドウェルT・シモンズC・クーパーJ・ガントナーP・モリターR・ヨーントB・オグリビーG・トーマスC・ムーアD・マネー |
| 1                          | DH                         | L・スミス                  | 右                         | B・フォーシュD・ポーターK・ヘルナン · デスT・ハーK・オバーク · フェルO・スミスD・グリーンW・マギーG・ヘンドリックL・スミス | 1                          | 三                         | P・モリター                | 右                         | M・コールドウェルT・シモンズC・クーパーJ・ガントナーP・モリターR・ヨーントB・オグリビーG・トーマスC・ムーアD・マネー |
| 2                          | 左                         | D・グリーン                | 右                         | B・フォーシュD・ポーターK・ヘルナン · デスT・ハーK・オバーク · フェルO・スミスD・グリーンW・マギーG・ヘンドリックL・スミス | 2                          | 遊                         | R・ヨーント                | 右                         | M・コールドウェルT・シモンズC・クーパーJ・ガントナーP・モリターR・ヨーントB・オグリビーG・トーマスC・ムーアD・マネー |
| 3                          | 一                         | K・ヘルナンデス            | 左                         | B・フォーシュD・ポーターK・ヘルナン · デスT・ハーK・オバーク · フェルO・スミスD・グリーンW・マギーG・ヘンドリックL・スミス | 3                          | 一                         | C・クーパー                | 左                         | M・コールドウェルT・シモンズC・クーパーJ・ガントナーP・モリターR・ヨーントB・オグリビーG・トーマスC・ムーアD・マネー |
| 4                          | 右                         | G・ヘンドリック            | 右                         | B・フォーシュD・ポーターK・ヘルナン · デスT・ハーK・オバーク · フェルO・スミスD・グリーンW・マギーG・ヘンドリックL・スミス | 4                          | 捕                         | T・シモンズ                | 両                         | M・コールドウェルT・シモンズC・クーパーJ・ガントナーP・モリターR・ヨーントB・オグリビーG・トーマスC・ムーアD・マネー |
| 5                          | 捕                         | D・ポーター                | 左                         | B・フォーシュD・ポーターK・ヘルナン · デスT・ハーK・オバーク · フェルO・スミスD・グリーンW・マギーG・ヘンドリックL・スミス | 5                          | 左                         | B・オグリビー              | 左                         | M・コールドウェルT・シモンズC・クーパーJ・ガントナーP・モリターR・ヨーントB・オグリビーG・トーマスC・ムーアD・マネー |
| 6                          | 中                         | W・マギー                  | 両                         | B・フォーシュD・ポーターK・ヘルナン · デスT・ハーK・オバーク · フェルO・スミスD・グリーンW・マギーG・ヘンドリックL・スミス | 6                          | 中                         | G・トーマス                | 右                         | M・コールドウェルT・シモンズC・クーパーJ・ガントナーP・モリターR・ヨーントB・オグリビーG・トーマスC・ムーアD・マネー |
| 7                          | 三                         | K・オバークフェル          | 左                         | B・フォーシュD・ポーターK・ヘルナン · デスT・ハーK・オバーク · フェルO・スミスD・グリーンW・マギーG・ヘンドリックL・スミス | 7                          | DH                         | D・マネー                  | 右                         | M・コールドウェルT・シモンズC・クーパーJ・ガントナーP・モリターR・ヨーントB・オグリビーG・トーマスC・ムーアD・マネー |
| 8                          | 二                         | T・ハー                    | 両                         | B・フォーシュD・ポーターK・ヘルナン · デスT・ハーK・オバーク · フェルO・スミスD・グリーンW・マギーG・ヘンドリックL・スミス | 8                          | 右                         | C・ムーア                  | 右                         | M・コールドウェルT・シモンズC・クーパーJ・ガントナーP・モリターR・ヨーントB・オグリビーG・トーマスC・ムーアD・マネー |
| 9                          | 遊                         | O・スミス                  | 両                         | B・フォーシュD・ポーターK・ヘルナン · デスT・ハーK・オバーク · フェルO・スミスD・グリーンW・マギーG・ヘンドリックL・スミス | 9                          | 二                         | J・ガントナー              | 左                         | M・コールドウェルT・シモンズC・クーパーJ・ガントナーP・モリターR・ヨーントB・オグリビーG・トーマスC・ムーアD・マネー |
| 先発投手                   | 先発投手                   | 先発投手                   | 投球                       | B・フォーシュD・ポーターK・ヘルナン · デスT・ハーK・オバーク · フェルO・スミスD・グリーンW・マギーG・ヘンドリックL・スミス | 先発投手                   | 先発投手                   | 先発投手                   | 投球                       | M・コールドウェルT・シモンズC・クーパーJ・ガントナーP・モリターR・ヨーントB・オグリビーG・トーマスC・ムーアD・マネー |
| B・フォーシュ              | B・フォーシュ              | B・フォーシュ              | 右                         | B・フォーシュD・ポーターK・ヘルナン · デスT・ハーK・オバーク · フェルO・スミスD・グリーンW・マギーG・ヘンドリックL・スミス | M・コールドウェル          | M・コールドウェル          | M・コールドウェル          | 左                         | M・コールドウェルT・シモンズC・クーパーJ・ガントナーP・モリターR・ヨーントB・オグリビーG・トーマスC・ムーアD・マネー |

### 第6戦 10月19日
- ブッシュ・スタジアム（ミズーリ州セントルイス）

|                            | 1 | 2 | 3 | 4 | 5 | 6 | 7 | 8 | 9 | R  | H  | E |
| -------------------------- | - | - | - | - | - | - | - | - | - | -- | -- | - |
| ミルウォーキー・ブルワーズ | 0 | 0 | 0 | 0 | 0 | 0 | 0 | 0 | 1 | 1  | 4  | 4 |
| セントルイス・カージナルス | 0 | 2 | 0 | 3 | 2 | 6 | 0 | 0 | X | 13 | 12 | 1 |

1. 勝利：ジョン・ステューパー（1勝）
2. 敗戦：ドン・サットン（1敗）
3. 本塁打
STL：ダレル・ポーター1号2ラン、キース・ヘルナンデス1号2ラン
4. 審判
［球審］ジム・エバンス（AL）
［塁審］一塁: リー・ウェイヤー（NL）、二塁: ビル・ハラー（AL）、三塁: ジョン・キブラー（NL）
［外審］左翼: デーブ・フィリップス（AL）、右翼: サッチ・デビッドソン（NL）
5. 夜間試合  試合時間: 2時間21分  観客: 5万3723人
詳細: Baseball-Reference.com

| ミルウォーキー・ブルワーズ | ミルウォーキー・ブルワーズ | ミルウォーキー・ブルワーズ | ミルウォーキー・ブルワーズ | ミルウォーキー・ブルワーズ                                                                                     | セントルイス・カージナルス | セントルイス・カージナルス | セントルイス・カージナルス | セントルイス・カージナルス | セントルイス・カージナルス                                                                                                 |
| -------------------------- | -------------------------- | -------------------------- | -------------------------- | --- | -------------------------- | -------------------------- | -------------------------- | -------------------------- | --- |
| 打順                       | 守備                       | 選手                       | 打席                       | D・サットンT・シモンズC・クーパーJ・ガントナーP・モリターR・ヨーントB・オグリビーG・トーマスC・ムーアD・マネー | 打順                       | 守備                       | 選手                       | 打席                       | J・ステューパーD・ポーターK・ヘルナン · デスT・ハーK・オバーク · フェルO・スミスL・スミスW・マギーG・ヘンドリックD・オージ |
| 1                          | 三                         | P・モリター                | 右                         | D・サットンT・シモンズC・クーパーJ・ガントナーP・モリターR・ヨーントB・オグリビーG・トーマスC・ムーアD・マネー | 1                          | 左                         | L・スミス                  | 右                         | J・ステューパーD・ポーターK・ヘルナン · デスT・ハーK・オバーク · フェルO・スミスL・スミスW・マギーG・ヘンドリックD・オージ |
| 2                          | 遊                         | R・ヨーント                | 右                         | D・サットンT・シモンズC・クーパーJ・ガントナーP・モリターR・ヨーントB・オグリビーG・トーマスC・ムーアD・マネー | 2                          | 三                         | K・オバークフェル          | 左                         | J・ステューパーD・ポーターK・ヘルナン · デスT・ハーK・オバーク · フェルO・スミスL・スミスW・マギーG・ヘンドリックD・オージ |
| 3                          | 一                         | C・クーパー                | 左                         | D・サットンT・シモンズC・クーパーJ・ガントナーP・モリターR・ヨーントB・オグリビーG・トーマスC・ムーアD・マネー | 3                          | 一                         | K・ヘルナンデス            | 左                         | J・ステューパーD・ポーターK・ヘルナン · デスT・ハーK・オバーク · フェルO・スミスL・スミスW・マギーG・ヘンドリックD・オージ |
| 4                          | 捕                         | T・シモンズ                | 両                         | D・サットンT・シモンズC・クーパーJ・ガントナーP・モリターR・ヨーントB・オグリビーG・トーマスC・ムーアD・マネー | 4                          | 右                         | G・ヘンドリック            | 右                         | J・ステューパーD・ポーターK・ヘルナン · デスT・ハーK・オバーク · フェルO・スミスL・スミスW・マギーG・ヘンドリックD・オージ |
| 5                          | 左                         | B・オグリビー              | 左                         | D・サットンT・シモンズC・クーパーJ・ガントナーP・モリターR・ヨーントB・オグリビーG・トーマスC・ムーアD・マネー | 5                          | 捕                         | D・ポーター                | 左                         | J・ステューパーD・ポーターK・ヘルナン · デスT・ハーK・オバーク · フェルO・スミスL・スミスW・マギーG・ヘンドリックD・オージ |
| 6                          | 中                         | G・トーマス                | 右                         | D・サットンT・シモンズC・クーパーJ・ガントナーP・モリターR・ヨーントB・オグリビーG・トーマスC・ムーアD・マネー | 6                          | DH                         | D・オージ                  | 左                         | J・ステューパーD・ポーターK・ヘルナン · デスT・ハーK・オバーク · フェルO・スミスL・スミスW・マギーG・ヘンドリックD・オージ |
| 7                          | DH                         | D・マネー                  | 右                         | D・サットンT・シモンズC・クーパーJ・ガントナーP・モリターR・ヨーントB・オグリビーG・トーマスC・ムーアD・マネー | 7                          | 中                         | W・マギー                  | 両                         | J・ステューパーD・ポーターK・ヘルナン · デスT・ハーK・オバーク · フェルO・スミスL・スミスW・マギーG・ヘンドリックD・オージ |
| 8                          | 右                         | C・ムーア                  | 右                         | D・サットンT・シモンズC・クーパーJ・ガントナーP・モリターR・ヨーントB・オグリビーG・トーマスC・ムーアD・マネー | 8                          | 二                         | T・ハー                    | 両                         | J・ステューパーD・ポーターK・ヘルナン · デスT・ハーK・オバーク · フェルO・スミスL・スミスW・マギーG・ヘンドリックD・オージ |
| 9                          | 二                         | J・ガントナー              | 左                         | D・サットンT・シモンズC・クーパーJ・ガントナーP・モリターR・ヨーントB・オグリビーG・トーマスC・ムーアD・マネー | 9                          | 遊                         | O・スミス                  | 両                         | J・ステューパーD・ポーターK・ヘルナン · デスT・ハーK・オバーク · フェルO・スミスL・スミスW・マギーG・ヘンドリックD・オージ |
| 先発投手                   | 先発投手                   | 先発投手                   | 投球                       | D・サットンT・シモンズC・クーパーJ・ガントナーP・モリターR・ヨーントB・オグリビーG・トーマスC・ムーアD・マネー | 先発投手                   | 先発投手                   | 先発投手                   | 投球                       | J・ステューパーD・ポーターK・ヘルナン · デスT・ハーK・オバーク · フェルO・スミスL・スミスW・マギーG・ヘンドリックD・オージ |
| D・サットン                | D・サットン                | D・サットン                | 右                         | D・サットンT・シモンズC・クーパーJ・ガントナーP・モリターR・ヨーントB・オグリビーG・トーマスC・ムーアD・マネー | J・ステューパー            | J・ステューパー            | J・ステューパー            | 右                         | J・ステューパーD・ポーターK・ヘルナン · デスT・ハーK・オバーク · フェルO・スミスL・スミスW・マギーG・ヘンドリックD・オージ |

### 第7戦 10月20日
- ブッシュ・スタジアム（ミズーリ州セントルイス）

|                            | 1 | 2 | 3 | 4 | 5 | 6 | 7 | 8 | 9 | R | H  | E |
| -------------------------- | - | - | - | - | - | - | - | - | - | - | -- | - |
| ミルウォーキー・ブルワーズ | 0 | 0 | 0 | 0 | 1 | 2 | 0 | 0 | 0 | 3 | 7  | 0 |
| セントルイス・カージナルス | 0 | 0 | 0 | 1 | 0 | 3 | 0 | 2 | X | 6 | 15 | 1 |

1. 勝利：ウォーキーン・アンドゥハー（2勝）
2. セーブ：ブルース・スーター（1勝2S）
3. 敗戦：ボブ・マクルーア（2敗2S）
4. 本塁打
MIL：ベン・オグリビー1号ソロ
5. 審判
［球審］リー・ウェイヤー（NL）
［塁審］一塁: ビル・ハラー（AL）、二塁: ジョン・キブラー（NL）、三塁: デーブ・フィリップス（AL）
［外審］左翼: サッチ・デビッドソン（NL）、右翼: ジム・エバンス（AL）
6. 夜間試合  試合時間: 2時間50分  観客: 5万3723人
詳細: Baseball-Reference.com

| ミルウォーキー・ブルワーズ | ミルウォーキー・ブルワーズ | ミルウォーキー・ブルワーズ | ミルウォーキー・ブルワーズ | ミルウォーキー・ブルワーズ                                                                                         | セントルイス・カージナルス | セントルイス・カージナルス | セントルイス・カージナルス | セントルイス・カージナルス | セントルイス・カージナルス                                                                                                 |
| -------------------------- | -------------------------- | -------------------------- | -------------------------- | --- | -------------------------- | -------------------------- | -------------------------- | -------------------------- | --- |
| 打順                       | 守備                       | 選手                       | 打席                       | P・ブコビッチT・シモンズC・クーパーJ・ガントナーP・モリターR・ヨーントB・オグリビーG・トーマスC・ムーアR・ハウエル | 打順                       | 守備                       | 選手                       | 打席                       | J・アンドゥハーD・ポーターK・ヘルナン · デスT・ハーK・オバーク · フェルO・スミスL・スミスW・マギーG・ヘンドリックD・オージ |
| 1                          | 三                         | P・モリター                | 右                         | P・ブコビッチT・シモンズC・クーパーJ・ガントナーP・モリターR・ヨーントB・オグリビーG・トーマスC・ムーアR・ハウエル | 1                          | 左                         | L・スミス                  | 右                         | J・アンドゥハーD・ポーターK・ヘルナン · デスT・ハーK・オバーク · フェルO・スミスL・スミスW・マギーG・ヘンドリックD・オージ |
| 2                          | 遊                         | R・ヨーント                | 右                         | P・ブコビッチT・シモンズC・クーパーJ・ガントナーP・モリターR・ヨーントB・オグリビーG・トーマスC・ムーアR・ハウエル | 2                          | 三                         | K・オバークフェル          | 左                         | J・アンドゥハーD・ポーターK・ヘルナン · デスT・ハーK・オバーク · フェルO・スミスL・スミスW・マギーG・ヘンドリックD・オージ |
| 3                          | 一                         | C・クーパー                | 左                         | P・ブコビッチT・シモンズC・クーパーJ・ガントナーP・モリターR・ヨーントB・オグリビーG・トーマスC・ムーアR・ハウエル | 3                          | 一                         | K・ヘルナンデス            | 左                         | J・アンドゥハーD・ポーターK・ヘルナン · デスT・ハーK・オバーク · フェルO・スミスL・スミスW・マギーG・ヘンドリックD・オージ |
| 4                          | 捕                         | T・シモンズ                | 両                         | P・ブコビッチT・シモンズC・クーパーJ・ガントナーP・モリターR・ヨーントB・オグリビーG・トーマスC・ムーアR・ハウエル | 4                          | 右                         | G・ヘンドリック            | 右                         | J・アンドゥハーD・ポーターK・ヘルナン · デスT・ハーK・オバーク · フェルO・スミスL・スミスW・マギーG・ヘンドリックD・オージ |
| 5                          | 左                         | B・オグリビー              | 左                         | P・ブコビッチT・シモンズC・クーパーJ・ガントナーP・モリターR・ヨーントB・オグリビーG・トーマスC・ムーアR・ハウエル | 5                          | 捕                         | D・ポーター                | 左                         | J・アンドゥハーD・ポーターK・ヘルナン · デスT・ハーK・オバーク · フェルO・スミスL・スミスW・マギーG・ヘンドリックD・オージ |
| 6                          | 中                         | G・トーマス                | 右                         | P・ブコビッチT・シモンズC・クーパーJ・ガントナーP・モリターR・ヨーントB・オグリビーG・トーマスC・ムーアR・ハウエル | 6                          | DH                         | D・オージ                  | 左                         | J・アンドゥハーD・ポーターK・ヘルナン · デスT・ハーK・オバーク · フェルO・スミスL・スミスW・マギーG・ヘンドリックD・オージ |
| 7                          | DH                         | R・ハウエル                | 左                         | P・ブコビッチT・シモンズC・クーパーJ・ガントナーP・モリターR・ヨーントB・オグリビーG・トーマスC・ムーアR・ハウエル | 7                          | 中                         | W・マギー                  | 両                         | J・アンドゥハーD・ポーターK・ヘルナン · デスT・ハーK・オバーク · フェルO・スミスL・スミスW・マギーG・ヘンドリックD・オージ |
| 8                          | 右                         | C・ムーア                  | 右                         | P・ブコビッチT・シモンズC・クーパーJ・ガントナーP・モリターR・ヨーントB・オグリビーG・トーマスC・ムーアR・ハウエル | 8                          | 二                         | T・ハー                    | 両                         | J・アンドゥハーD・ポーターK・ヘルナン · デスT・ハーK・オバーク · フェルO・スミスL・スミスW・マギーG・ヘンドリックD・オージ |
| 9                          | 二                         | J・ガントナー              | 左                         | P・ブコビッチT・シモンズC・クーパーJ・ガントナーP・モリターR・ヨーントB・オグリビーG・トーマスC・ムーアR・ハウエル | 9                          | 遊                         | O・スミス                  | 両                         | J・アンドゥハーD・ポーターK・ヘルナン · デスT・ハーK・オバーク · フェルO・スミスL・スミスW・マギーG・ヘンドリックD・オージ |
| 先発投手                   | 先発投手                   | 先発投手                   | 投球                       | P・ブコビッチT・シモンズC・クーパーJ・ガントナーP・モリターR・ヨーントB・オグリビーG・トーマスC・ムーアR・ハウエル | 先発投手                   | 先発投手                   | 先発投手                   | 投球                       | J・アンドゥハーD・ポーターK・ヘルナン · デスT・ハーK・オバーク · フェルO・スミスL・スミスW・マギーG・ヘンドリックD・オージ |
| P・ブコビッチ              | P・ブコビッチ              | P・ブコビッチ              | 右                         | P・ブコビッチT・シモンズC・クーパーJ・ガントナーP・モリターR・ヨーントB・オグリビーG・トーマスC・ムーアR・ハウエル | J・アンドゥハー            | J・アンドゥハー            | J・アンドゥハー            | 右                         | J・アンドゥハーD・ポーターK・ヘルナン · デスT・ハーK・オバーク · フェルO・スミスL・スミスW・マギーG・ヘンドリックD・オージ |